# Сакура (княжество)
Княжество Сакура (яп. (佐倉藩  Сакура-хан) — феодальное княжество (хан) в Японии периода Эдо (1593—1871), в провинции Симоса на острове Хонсю (современная префектура Тиба).

## Краткая история
Административный центр княжества: замок Сакура в городе Сакура (провинция Симоса).
Доход хана:
- 1593—1602 годы — 40 000 коку риса
- 1602—1603 годы — 50 000 коку
- 1606—1608 годы — 22 000 коку риса
- 1608—1633 годы — 32 000, затем 142 000 коку
- 1633—1634 годы — 70 000 коку риса
- 1634—1640 годы — 40 000 коку
- 1642—1660 годы — 110 000 коку риса
- 1661—1678 годы — 60 000 коку
- 1678—1686 годы — 83 000, затем 93 000 коку
- 1686—1701 годы — 61 000, затем 71 000 коку
- 1701—1723 годы — 102 000 коку риса
- 1723—1746 годы — 60 000 коку
- 1746—1871 годы — 12 000 коку риса

Первым правителем в 1593 году Сакура-хана стал Такэда Нобуёси (1583—1603), пятый сын японского сёгуна Токугавы Иэясу. В 1602 году он был переведён отцом в княжество Мито. Новым даймё княжества Сакуры был назначен его младший брат Токугава Тадатэру (1592—1683), который через год был переведён в Мацусиро-хан.
В 1606—1608 годах Сакура-хан принадлежал Огасавара Ёсигуцу (1548—1616), переведённому туда из Инуяма-хана. В 1608 году он получил во владение Касама-хан, а в 1610 году княжество Сакура перешло во владение Дои Тосикацу (1573—1644), одному из трёх советников Токугава Иэясу. В 1633 году Тосикацу был переведён из Сакуры в Кога-хан (провинция Симоса).
В 1633—1634 годах правителем Сакура-хана был Исикава Тадафуса (1582—1651), бывший даймё Хида-хана. В 1634 году он был переведён в Дзэдзэ-хан (провинция Мусаси).
В 1635 году княжество перешло под контроль Мацудайры Иэнобу (1565—1638), переведённому туда из Такацуки-хана. В 1638 году после смерти Иэнобу новым даймё Сакура-хана стал Мацудайра Ясунобу (1600—1682), сын и преемник Иэнобу. В 1640 году его перевели в Такацуки-хан.
В 1642—1660 годах Сакура-хан принадлежал роду Хотта. Удел получил во владение Хотта Масамори (1606—1651), бывший ранее правителем Мацумото-хана в провинции Симоса. В 1651 году ему наследовал старший сын Хотта Масанобу (1651—1660).
В 1661—1678 годах княжеством владел Мацудайра Норихиса (1633—1686), старший сын и преемник Мацудайры Нориноги, переведённый туда из Татэбаяси-хана. В 1678 году он был переведён в Карацу-хан (провинция Хидзэн).
В 1678—1686 годах Сакура-хан принадлежал Окубо Тадамото (1632—1712), бывшему владельцу Карацу-хана. В 1686 году его перевели в Одавара-хан.
В 1686 году княжество получил под своё управление Тода Тадамаса (1632—1699), переведённый туда из Ивацуки-хана (провинция Мусаси). В 1699 году ему наследовал второй сын Тода Тададзанэ (1651—1729), в 1701 году он был переведён в княжество Такада.
В 1701—1723 годах княжеством владел род Инаба. В 1701 году Сакура-хан получил Инаба Масамити (1640—1716), переведённый туда из Такада-хана. В 1707 году он уступил власть своему второму сыну Инабе Масатомо (1685—1729). В 1723 году Инаба Масатомо был переведён в Ёдо-хан (провинция Ямасиро).
В 1723 году Сакура-хан получил во владение Мацудайра Норисато (1686—1746), бывший владелец Ёдо-хана. В 1745 году он уступил власть в княжестве своему второму сыну Мацудайре Норисукэ (1715—1769). В 1746 году последний был переведён в Ямагата-хан.
В 1746—1871 годах княжеством владел род Хотта. Первым правителем Сакура-хана стал Хотта Масасукэ (1712—1761), который был переведён туда из Ямагата-хана.
Во время периода Бакумацу (1853—1869) Хотта Масаёси был одним из главных сторонников Рангаку и окончания самоизоляции Японии от внешнего мира. Он был одним из тех, кто подписал договор о дружбе и торговле с США в 1858 году. Его сын и преемник Хотта Масатомо был сторонником сёгуната Токугава в начале войны Босин. После реставрации Мэйдзи он был помилован и в конце концов стал пэром.

## Правители княжества
- Род Такэда, 1593—1602 (симпан-даймё)

| № | Имя            | Имя       | Годы правления | Годы жизни  | Примечания                      |
| - | -------------- | --------- | -------------- | ----------- | ------------------------------- |
| 1 | Такэда Нобуёси | 武田 信吉 | 1593 — 1602    | 1583 — 1603 | Пятый сын сёгуна Токугава Иэясу |

- Род Мацудайра, 1602—1603 (симпан-даймё)

| № | Имя                | Имя       | Годы правления | Годы жизни  | Примечания                       |
| - | ------------------ | --------- | -------------- | ----------- | -------------------------------- |
| 1 | Мацудайра Тадатэру | 松平 忠輝 | 1602 — 1603    | 1592 — 1683 | Шестой сын сёгуна Токугава Иэясу |

- Род Огасавара, 1603—1608 (фудай-даймё)

| № | Имя               | Имя        | Годы правления | Годы жизни  | Примечания              |
| - | ----------------- | ---------- | -------------- | ----------- | ----------------------- |
| 1 | Огасавара Ёсицугу | 小笠原吉次 | 1606 — 1608    | 1548 — 1616 | Внук Огасавара Нагатоки |

- Род Дои, 1610—1633 (фудай-даймё)

| № | Имя          | Имя       | Годы правления | Годы жизни  | Примечания                                   |
| - | ------------ | --------- | -------------- | ----------- | -------------------------------------------- |
| 1 | Дои Тосикацу | 土井 利勝 | 1610 — 1633    | 1573 — 1644 | Сын Мидзуно Нобутомо, усыновлён Дои Тосимаса |

- Род Исикава, 1633—1634 (фудай-даймё)

| № | Имя              | Имя      | Годы правления | Годы жизни  | Примечания                                   |
| - | ---------------- | -------- | -------------- | ----------- | -------------------------------------------- |
| 1 | Исикава Тадафуса | 石川忠総 | 1633 — 1634    | 1582 — 1651 | Сын Окубо Тадатика, усыновлён Исикава Иэнари |

- Род Мацудайра (ветвь Катахара), 1635—1640 (фудай-даймё)

| № | Имя               | Имя      | Годы правления | Годы жизни  | Примечания                   |
| - | ----------------- | -------- | -------------- | ----------- | ---------------------------- |
| 1 | Мацудайра Иэнобу  | 松平家信 | 1635 — 1638    | 1565 — 1638 | Старший сын Мацудайры Иэтады |
| 2 | Мацудайра Ясунобу | 松平康信 | 1638 — 1640    | 1600 — 1682 | Старший сын Мацудайры Иэнобу |

- Род Хотта, 1642—1660 (фудай-даймё)

| № | Имя            | Имя      | Годы правления | Годы жизни  | Примечания                            |
| - | -------------- | -------- | -------------- | ----------- | ------------------------------------- |
| 1 | Хотта Масамори | 堀田正盛 | 1642 — 1651    | 1609 — 1651 | Старший сын Хотты Масаёси             |
| 2 | Хотта Масанобу | 堀田正信 | 1651 — 1660    | 1631 — 1680 | Старший сын и преемник Хотта Масамори |

- Род Мацудайра, 1661—1678 (фудай-даймё)

| № | Имя                | Имя      | Годы правления | Годы жизни  | Примечания                                           |
| - | ------------------ | -------- | -------------- | ----------- | ---------------------------------------------------- |
| 1 | Мацудайра Норихиса | 松平乗久 | 1661 — 1678    | 1633 — 1686 | Старший сын Мацудайры Норинаги, даймё Татэбаяси-хана |

- Род Окубо, 1678—1686 (фудай-даймё)

| № | Имя            | Имя | Годы правления | Годы жизни  | Примечания                  |
| - | -------------- | --- | -------------- | ----------- | --------------------------- |
| 1 | Окубо Тадатомо |     | 1678 — 1686    | 1632 — 1712 | Сын хатамото Окубо Норитаки |

- Род Тода, 1686—1701 (фудай-даймё)

| № | Имя            | Имя       | Годы правления | Годы жизни  | Примечания                                                    |
| - | -------------- | --------- | -------------- | ----------- | ------------------------------------------------------------- |
| 1 | Тода Тадамаса  | 戸田 忠昌 | 1686 — 1699    | 1632 — 1699 | Сын Тоды Тадацугу, усыновлён Тодой Тадаёси, даймё Тахара-хана |
| 2 | Тода Тададзанэ | 戸田忠真  | 1699 — 1701    | 1651 — 1729 | Второй сын и преемник Тоды Тадамасы                           |

- Род Инаба, 1701—1723 (фудай-даймё)

| № | Имя            | Имя      | Годы правления | Годы жизни  | Примечания                                                |
| - | -------------- | -------- | -------------- | ----------- | --------------------------------------------------------- |
| 1 | Инаба Масамити | 稲葉正往 | 1701 — 1707    | 1640 — 1716 | Старший сын и преемник Инаба Масанори, даймё Одавара-хана |
| 2 | Инаба Масатомо | 稲葉正知 | 1707 — 1723    | 1685 — 1729 | Второй сын и преемник Инаба Масамити                      |

- Мацудайра, 1723—1746 (фудай-даймё)

| № | Имя                | Имя      | Годы правления | Годы жизни  | Примечания                                       |
| - | ------------------ | -------- | -------------- | ----------- | ------------------------------------------------ |
| 1 | Мацудайра Норисато | 松平乗邑 | 1723 — 1745    | 1686 — 1746 | Старший сын Мацудайры Кэнхару, даймё Карацу-хана |
| 2 | Мацудайра Норисукэ | 松平乗祐 | 1745 — 1746    | 1715 — 1769 | Второй сын и преемник Мацудайры Норисато         |

- Род Хотта, 1746—1871 (фудай-даймё)

| № | Имя            | Имя      | Годы правления | Годы жизни  | Примечания |
| - | -------------- | -------- | -------------- | ----------- | --- |
| 1 | Хотта Масасукэ | 堀田正亮 | 1746 — 1761    | 1735 — 1808 | Сын Хотты Масаки (1685—1715), был усыновлен Хотта Масанаки, даймё Ямагата-хана, затем его приемным сыном Хотта Масахару, даймё Ямагата-хана |
| 2 | Хотта Масанари | 堀田正順 | 1761 — 1805    | 1745 — 1805 | Старший сын и преемник Хотты Масасукэ |
| 3 | Хотта Масатоки | 堀田正時 | 1805 — 1811    | 1761 — 1811 | Сын Хотты Масасукэ, усыновлеё своим старшим братом Хоттой Масанари                                                                          |
| 4 | Хотта Масатика | 堀田正愛 | 1811 — 1824    | 1799 — 1825 | Сын Хотты Масако (1779—1802) и внук Хотты Масанари, усыновлён своим дядей Хоттой Масатоки                                                   |
| 5 | Хотта Масаёси  | 堀田正睦 | 1825 — 1859    | 1810 — 1864 | Младший сын 3-го даймё Хотта Масатоки, был усыновлён 4-м даймё Хотта Масатики                                                               |
| 6 | Хотта Масатомо | 堀田正倫 | 1859 — 1871    | 1851 — 1911 | Сын и преемник Хотта Масаёси |

Сакура-хан, как и все остальные княжества, был ликвидирован в 1871 году.